# Patellapis
Patellapis är ett släkte av bin. Patellapis ingår i familjen vägbin.

## Bildgalleri

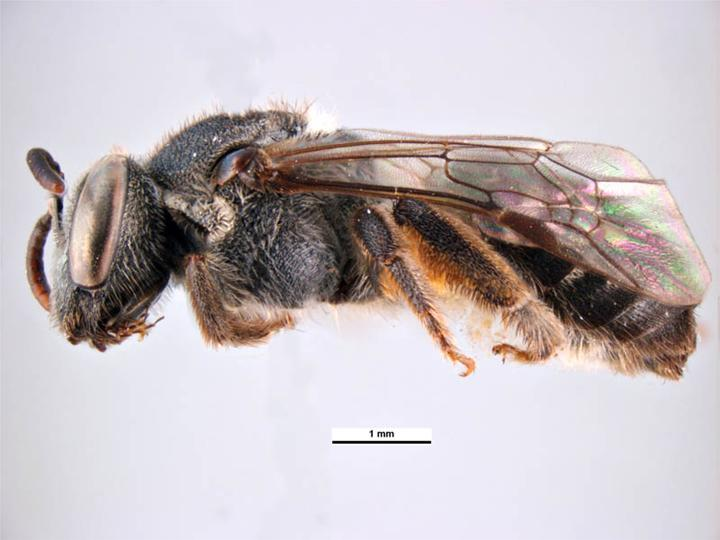
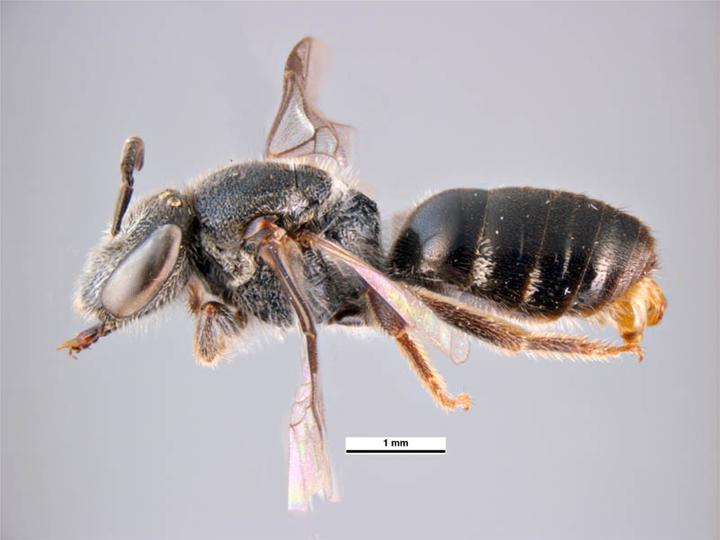
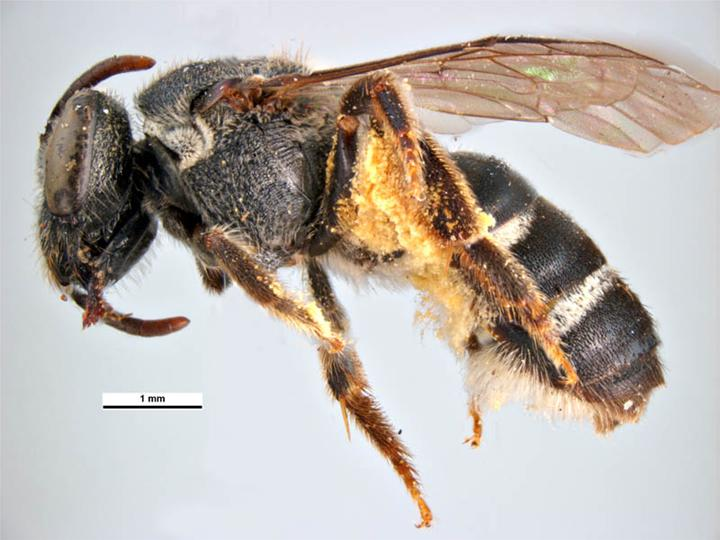
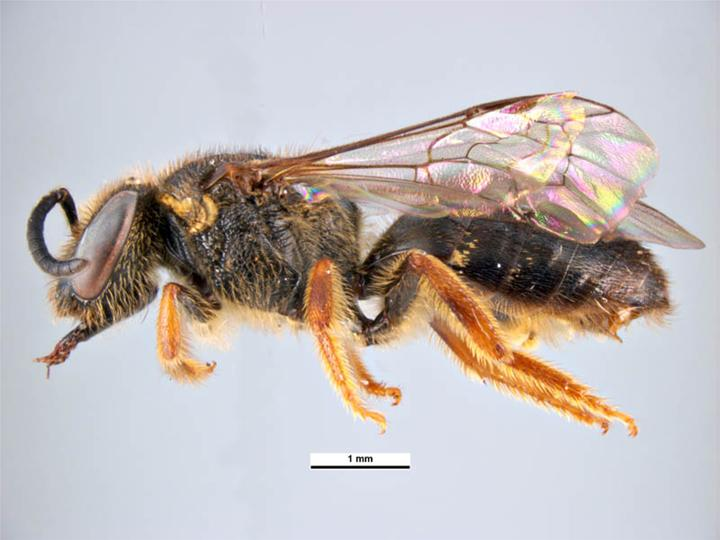

## Dottertaxa tillPatellapis, i alfabetisk ordning[1]
- Patellapis aberdarica
- Patellapis abessinica
- Patellapis albipilata
- Patellapis albofasciata
- Patellapis albofilosa
- Patellapis albolineola
- Patellapis alopex
- Patellapis andersoni
- Patellapis andreniformis
- Patellapis andrenoides
- Patellapis assamica
- Patellapis atricilla
- Patellapis ausica
- Patellapis azurea
- Patellapis baralonga
- Patellapis bedana
- Patellapis benoiti
- Patellapis bihamata
- Patellapis bilineata
- Patellapis binghami
- Patellapis braunsella
- Patellapis burmana
- Patellapis buruana
- Patellapis burungana
- Patellapis burungensis
- Patellapis calvini
- Patellapis calviniensis
- Patellapis capillipalpis
- Patellapis carinostriata
- Patellapis castanea
- Patellapis celebensis
- Patellapis cerealis
- Patellapis chubbi
- Patellapis cincticauda
- Patellapis cinctifera
- Patellapis cinctulella
- Patellapis coccinea
- Patellapis communis
- Patellapis concinnula
- Patellapis corallina
- Patellapis dapanensis
- Patellapis delphinensis
- Patellapis disposita
- Patellapis dispositina
- Patellapis erythropyga
- Patellapis fisheri
- Patellapis flacourtiae
- Patellapis flavofasciata
- Patellapis flavorufa
- Patellapis flavovittata
- Patellapis formosicola
- Patellapis fuliginosa
- Patellapis gabonensis
- Patellapis glabra
- Patellapis gowdeyi
- Patellapis hargreavesi
- Patellapis harunganae
- Patellapis heterozonica
- Patellapis hirsuta
- Patellapis inelegans
- Patellapis interstitialis
- Patellapis intricata
- Patellapis ivoirensis
- Patellapis javana
- Patellapis joffrei
- Patellapis kabetensis
- Patellapis kalutarae
- Patellapis kamerunensis
- Patellapis katangensis
- Patellapis kavirondica
- Patellapis keiseri
- Patellapis kinabaluensis
- Patellapis kivuensis
- Patellapis kivuicola
- Patellapis knysnae
- Patellapis kocki
- Patellapis kristenseni
- Patellapis leonis
- Patellapis lepesmei
- Patellapis limbata
- Patellapis liodoma
- Patellapis lioscutalis
- Patellapis lombokensis
- Patellapis lyalli
- Patellapis macrozonia
- Patellapis malachurina
- Patellapis mandrakae
- Patellapis merescens
- Patellapis micropastina
- Patellapis microzonia
- Patellapis minima
- Patellapis minutior
- Patellapis mirandicornis
- Patellapis montagui
- Patellapis moshiensis
- Patellapis mosselina
- Patellapis murbana
- Patellapis neavei
- Patellapis nefasitica
- Patellapis negritica
- Patellapis neli
- Patellapis nilssoni
- Patellapis nomioides
- Patellapis obscurescens
- Patellapis ochracea
- Patellapis pachyvertex
- Patellapis pallidicincta
- Patellapis pallidicinctula
- Patellapis partita
- Patellapis pastina
- Patellapis pastinella
- Patellapis pastiniformis
- Patellapis pastinops
- Patellapis patriciformis
- Patellapis pearsoni
- Patellapis pearstonensis
- Patellapis penangensis
- Patellapis perineti
- Patellapis perlucens
- Patellapis perpansa
- Patellapis picturata
- Patellapis platti
- Patellapis plicata
- Patellapis pondoensis
- Patellapis probita
- Patellapis promita
- Patellapis pseudonomioides
- Patellapis pseudothoracica
- Patellapis puangensis
- Patellapis pubens
- Patellapis pulchricincta
- Patellapis pulchrihirta
- Patellapis pulchrilucens
- Patellapis punctifrons
- Patellapis reticulosa
- Patellapis retigera
- Patellapis rothschildiana
- Patellapis rubrotibialis
- Patellapis rufobasalis
- Patellapis ruwensorensis
- Patellapis sanguinibasis
- Patellapis schultzei
- Patellapis semipastina
- Patellapis serrifera
- Patellapis sidula
- Patellapis sigiriella
- Patellapis spinulosa
- Patellapis stanleyi
- Patellapis stirlingi
- Patellapis striata
- Patellapis suarezensis
- Patellapis sublustrans
- Patellapis subpatricia
- Patellapis subvittata
- Patellapis suprafulva
- Patellapis tecta
- Patellapis tenuicincta
- Patellapis tenuihirta
- Patellapis tenuimarginata
- Patellapis terminalis
- Patellapis territa
- Patellapis tinctula
- Patellapis trachyna
- Patellapis trifilosa
- Patellapis trizonula
- Patellapis tshibindica
- Patellapis unifasciata
- Patellapis upembensis
- Patellapis vanaja
- Patellapis weisi
- Patellapis wenzeli
- Patellapis villosicauda
- Patellapis vincta
- Patellapis viridifilosa
- Patellapis vittata
- Patellapis vumbensis
- Patellapis yunnanica
- Patellapis zacephala
- Patellapis zaleuca